# Токугава Хидетада
Токугава Хидетада (1579-1632) био је други шогун из династије Токугава (владао 1605-1623).

## Биографија
Токугава Хидетада био је трећи син Токугава Ијејасуа (1542-1616), који је након одлучујуће битке код Секигахаре (1600) победио присталице бившег регента Јапана Тојотоми Хидејошија (владао 1582-1598) и основао нови шогунат који је окончао грађанске ратове периода Сенгоку (1467-1600). Млади Хидетада, који је у време битке доводио појачања из источног Јапана, успут се задржао опседајући замак Уеда и пропустио је одлучујућу битку, али се искупио у бици за Осаку (1614-1615), у којој су последње присталице породице Тојотоми коначно уништене.

## Владавина
Постављен за шогуна још 1605, док му је отац још био у пуној снази, до очеве смрти владао је само формално, у Ијејасуовој сенци. Као шогун, након открића завере Окамото Даихачија (1612) и доласка шпанске делегације са католичких Филипина 1614, која је понудила склапање трговачких и дипломатских односа, Хидетада је 1. фебруара 1614. донео едикт, којим је званично забранио хришћанство у Јапану, протерао из земље све хришћанске мисионаре, хришћане и Европљане, укључујући и децу из мешовитих бракова, изузев Холанђана (који су као протестанти радо скрнавили католичке светиње, па у очима Јапанаца и нису сматрани хришћанима). Тиме је настао легални прогон хришћана у Јапану, који је кулминирао у време његовог наследника, Токугава Ијемицу-а, великим устанком хришћана на полуострву Шимабара (1638) на западном делу острва Кјушу.